# Adrián Alonso
Adrián Alonso Barona, noto semplicemente come Adrián Alonso (Città del Messico, 6 aprile 1994), è un attore messicano, noto per aver interpretato Joaquin de la Vega nella pellicola cinematografica The Legend of Zorro (2005) con Antonio Banderas.

## Biografia
Iniziò la carriera nel C.E.A. infantile di Teletrasmette, all'età di 5 anni; come attore a nove anni, quando suo zio l'invitò a partecipare a La Bella e La bestia; dopo lì cominciò ad avere offerte di lavoro.
Ha condiviso in commerciali il forte, Colgate, annunci su Pirateria, Club America, Cineminuto, Molto occhio, Teletón, Big Cola, Freski Bon, Campagna di Vacuanción, Sabritas, McDonald's, Panca Serfin ed uno di teletrasmette Hai il valore o si "avvale."
Partecipò anche a film come Voci Innocenti, All'Altro Lato, The Legend of Zorro, accanto ad Antonio Banderas, I Love Miami e Il bambino Immigrante. Fu vincitore della Dea di Argento di PECIME 2006 come migliore attuazione infantile. Questo premio si concede per la prima volta nella storia di PECIME.

## Filmografia

### Cinema
- I figli della guerra (Voces Inocentes), regia di Luis Mandoki (2004)
- Al otro lado, regia di Gustavo Loza (2004)
- The Legend of Zorro, regia di Martin Campbell (2005)
- I love Miami (2006)
- One Long Night (2007)
- La stessa luna (La misma luna), regia di Patricia Riggen (2007)
- Tiempo de partir - cortometraggio (2008)
- Casi divas (2008)
- La Leyenda del Tesoro, regia di Hugo Rodríguez (2011)
- Cristiada, regia di Dean Wrigh (2012)

### Televisione
- El alma herida - serie TV, 1 episodio (2003)
- Pablo y Andrea - serie TV, 1 episodio (2005)
- Mujer, casos de la vida real - serie TV, 7 episodi (2004-2006)
- XHDRBZ - serie TV, 1 episodio (2007)
- Sr. Ávila - serie TV, 24 episodi (2013-2018)
- Yago - serie TV, 56 episodi (2016)